# Federación Agraria Argentina
La Federación Agraria Argentina (FAA) es una organización patronal de productores rurales de la Argentina fundada el 15 de agosto de 1912 (112 años) en el curso de una histórica protesta de arrendatarios y pequeños productores rurales, conocida como Grito de Alcorta. La mayor parte de sus miembros son pequeños y medianos propietarios rurales, principalmente concentrados en las provincias de Santa Fe y de Córdoba. 
Su primer presidente fue Antonio Noguera, en tanto que el abogado Francisco Netri, líder del Grito de Alcorta, fue quien inspiró su creación.

## Institucional
La FAA tiene una organización interna en la que divide el país en 16 distritos. Está dirigida por un cuerpo de directores, el Consejo Directivo Central, que se elige en el Congreso Anual Ordinario. Actualmente, su presidente es Andrea Sarnari, José Luis Volando es el vicepresidente primero y Claudio Angeleri, el vicepresidente segundo. Tiene su sede en San Lorenzo 1121, de la ciudad de Rosario y edita el periódico "La Tierra".

## Misión
La FAA tiene como objeto defender los intereses de los pequeños y medianos productores agropecuarios de todo el país, a través de su participación en los diferentes temas que conforman la coyuntura del sector, frente a las acciones de los gobiernos, de empresas privadas y de otros sectores que atenten contra los derechos de aquellos. De acuerdo a su Estatuto, reformado el 13 de marzo de 2014, esta entidad se propone "asumir la representación de los intereses y aspiraciones de quienes la integran, de todas partes del país, que tengan como fin el respeto por las personas y los superiores intereses de la nación". A tal efecto, dice la Carta fundacional, la FAA podrá efectuar la prestación de cualquier clase de servicios, inclusive mutuales, a sus entidades integrantes y a los socios de estas, en forma directa o por conducto de terceros; y asimismo, realizar actividades industriales, regionales y/o de intercambio cooperativo que tengan por objeto la defensa del productor agropecuario.
A lo largo de más de un siglo, la FAA ha mantenido una posición institucional en defensa de la democracia en la Argentina y también sostuvo históricamente la necesidad de legislar en beneficio de los pequeños y medianos productores. Además, fue protagonista junto al movimiento obrero y las organizaciones sociales, de fuertes luchas multisectoriales contra el modelo neoliberal y los procesos de concentración económica en el campo, durante los años ’90. Es una característica de FAA, también, la de enfrentarse a los oligopolios en las cadenas de comercialización y exportación de los productos agropecuarios, así como la férrea defensa de los derechos de los agricultores ante las pretensiones de la multinacional Monsanto de cobrar regalías. 
La entidad se manifiesta a favor de un modelo agropecuario que garantice el destino de la agricultura familiar y el cooperativismo. Federación Agraria Argentina, en diferentes ámbitos, lucha por políticas públicas diferenciadas para el sector.

## Historia
En el marco del modelo agroexportador que caracterizó a la Argentina de fines del siglo XIX y principios del siglo XX, los agricultores santafesinos eran principalmente inmigrantes europeos, en su mayoría italianos, que habían dejado sus tierras bajo promesas de tierra y trabajo. En Argentina la mayoría de las tierras estaban repartidas entre miembros de la aristocracia, de modo que a los inmigrantes se les ofreció la opción de arrendar parcelas bajo arreglos usureros que normalmente los mantenía en estado de deuda con los terratenientes. Los trabajadores apenas lograban pagar los gastos e insumos con la cosecha anual, lo cual configuraba una situación de extrema injusticia.
Este sistema, extendido en todo el territorio cultivable anexado a la Nación Argentina, comenzaba en la década de 1910 a resquebrajarse por la falta de inversión a la escala que venía creciendo. Las tierras se trabajaban a nivel familiar sin existir organizaciones que las nuclearan y velaran por sus intereses. Diferentes iniciativas gubernamentales o parlamentarias comenzaron a buscar mejorar la situación a través de sistemas crediticios u otro tipo de inversiones, sin ninguna de ellas tener éxito. En 1911 un mala cosecha empeoró la situación de los pequeños agricultores y sus familias y en 1912 la cosecha mejoró pero no así el precio del grano.  
Como consecuencia, el crecimiento del endeudamiento generó una coyuntura que impulsó la movilización de los chacareros (trabajadores de las tierras) quienes comenzaron a reunirse en diferentes pueblos del sur de la provincia de Santa Fe, donde esta situación era particularmente grave. Estas reuniones logran organizar una multitudinaria asamblea el 25 de junio de 1912, a partir de la cual se declara la huelga.
La movilización alcanzó toda la región Pampeana en las provincias de Buenos Aires, Córdoba y La Pampa. Dos meses más tarde, la mayor parte de los arrendatarios estaban organizados y nucleados gremialmente en lo que se constituyó institucionalmente el 15 de agosto de 1912 como la Federación Agraria Argentina.